# Associazione Calcio Verona 1935-1936
Questa voce raccoglie le informazioni riguardanti l'Associazione Calcio Verona nelle competizioni ufficiali della stagione 1935-1936.

## Stagione
La stagione 1935-1936 rappresenta per il Verona la settima stagione nella seconda serie nazionale.

## Rosa
| N. |                   | Ruolo | Calciatore         |
| -- | ----------------- | ----- | ------------------ |
|    | Italia (bandiera) | P     | Guerrino Ferrarese |
|    | Italia (bandiera) | P     | Egidio Micheloni   |
|    | Italia (bandiera) | D     | Luigi Bernardi     |
|    | Italia (bandiera) | D     | Antonio Busin      |
|    | Italia (bandiera) | D     | Giovanni Faccioli  |
|    | Italia (bandiera) | D     | Pio Goretta        |
|    | Italia (bandiera) | D     | Leandro Remondini  |
|    | Italia (bandiera) | C     | Radames Buzzi      |
|    | Italia (bandiera) | C     | Angelo Faggiotto   |
|    | Italia (bandiera) | C     | Luigi Procura      |

| N. |                   | Ruolo | Calciatore        |
| -- | ----------------- | ----- | ----------------- |
|    | Italia (bandiera) | C     | Italo Raguzzi     |
|    | Italia (bandiera) | C     | Carlo Sabadini    |
|    | Italia (bandiera) | C     | Emilio Zamperini  |
|    | Italia (bandiera) | A     | Giuseppe Antonini |
|    | Italia (bandiera) | A     | Lino Begnini      |
|    | Italia (bandiera) | A     | Carlo Bianchi     |
|    | Italia (bandiera) | A     | Giovanni Bianchi  |
|    | Italia (bandiera) | A     | Elio Grolli       |
|    | Italia (bandiera) | A     | Federico Landi    |
|    | Italia (bandiera) | A     | Adriano Zanettin  |

## Calciomercato
| Acquisti | Acquisti          | Acquisti   | Acquisti   |
| R.       | Nome              | da         | Modalità   |
| -------- | ----------------- | ---------- | ---------- |
| D        | Giovanni Faccioli |            | definitivo |
| D        | Leandro Remondini | Verona     | definitivo |
| C        | Radames Buzzi     |            | definitivo |
| C        | Emilio Zamperini  | Audace SME | definitivo |
| A        | Lino Begnini      |            | definitivo |
| A        | Adriano Zanettin  |            | definitivo |

| Cessioni | Cessioni          | Cessioni | Cessioni      |
| R.       | Nome              | a        | Modalità      |
| -------- | ----------------- | -------- | ------------- |
| D        | Giovanni Antolini |          | definitivo    |
| D        | Teodoro Signorini | Atalanta | definitivo    |
| C        | Lino Grandis      |          | definitivo    |
| C        | Bruno Panonzini   |          | fine carriera |
| A        | Vittorio Melchior |          | definitivo    |
| A        | Mario Patuzzi     | SPAL     | definitivo    |

## Risultati

### Serie B

#### Girone d'andata
| Arbitro: | Caironi (Milano) |

|                                        |           |  |
| Begnini 49’ Busin 62’ (rig.) Landi 87’ | Marcatori |  |

| Arbitro: | Bertolio (Torino) |

|                          |           |  |
| G. Bianchi 27’ Landi 50’ | Marcatori |  |

| Arbitro: | Soliani (Genova) |

|                       |           |                        |
| Tori 67’ Lemmetti 84’ | Marcatori | 55’ Bernardi 80’ Busin |

| Verona 6 ottobre 1935 4ª giornata | Verona            | 0 – 0 referto | Foggia | Marcantonio Bentegodi\| Arbitro: \| Galeati (Bologna) \| |
| Arbitro:                          | Galeati (Bologna) |               |        |                                                          |

| Arbitro: | Pirovano (Monza) |

|                                 |           |            |
| Biagi 52’ Pomponi 58’ Conti 85’ | Marcatori | 5’ Begnini |

| Arbitro: | Curradi (Firenze) |

|                          |           |            |
| Landi 68’ G. Bianchi 74’ | Marcatori | 14’ Frossi |

| Arbitro: | Salvagno (Trieste) |

|                                     |           |  |
| Mariani 69’ Romano 71’ Versaldi 80’ | Marcatori |  |

| Arbitro: | Corradini (Bologna) |

|                  |           |                       |
| Santagostino 81’ | Marcatori | 19’ Begnini 65’ Landi |

| Arbitro: | Gondola (Monfalcone) |

|                                                     |           |  |
| Grolli 17’, 46’ Remondini 32’ Landi 44’ Begnini 54’ | Marcatori |  |

| Arbitro: | Carminati (Milano) |

|                                                                 |           |             |
| B. Arcari 1’ Montanari 40’, 89’ Garaffa 54’ (rig.) Faccenda 59’ | Marcatori | 32’ Begnini |

| Verona 1º dicembre 1935 11ª giornata | Verona            | 0 – 0 referto | Lucchese | Marcantonio Bentegodi\| Arbitro: \| Bertolio (Torino) \| |
| Arbitro:                             | Bertolio (Torino) |               |          |                                                          |

| Arbitro: | Conticini (Firenze) |

|                                         |           |             |
| Remondini 15’, 65’ Begnini 19’ Sabadini | Marcatori | 11’ Mazzoni |

| Arbitro: | Mazza (Torre del Greco) |

|            |           |              |
| Stella 79’ | Marcatori | 30’ Sabadini |

| Arbitro: | Gnocchini (Roma) |

|                                  |           |  |
| Gardini 5’ Ferretti 6’ Gerbi 24’ | Marcatori |  |

| Arbitro: | Dellarole (Vercelli) |

|              |           |  |
| Antonini 29’ | Marcatori |  |

| Arbitro: | Ceccherini (Como) |

|                            |           |                       |
| Colli 10’, 31’ (rig.), 41’ | Marcatori | 1’ Grolli 62’ Begnini |

| Arbitro: | Gondola (Monfalcone) |

|           |           |             |
| Busin 57’ | Marcatori | 24’ Renoldi |

#### Girone di ritorno
| Taranto 26 gennaio 1936 18ª giornata | Taranto     | 0 – 0 referto | Verona | Stadio del Littorio\| Arbitro: \| Rosa (Roma) \| |
| Arbitro:                             | Rosa (Roma) |               |        |                                                  |

| Arbitro: | Bertolio (Torino) |

|                           |           |  |
| Vergnano 27’ Frascari 71’ | Marcatori |  |

| Arbitro: | Gardenghi (Brescia) |

|                    |           |                         |
| G. Bianchi 5’, 76’ | Marcatori | 23’ Lippi 52’ Giorgetti |

| Arbitro: | Conticini (Firenze) |

|            |           |                         |
| Labate 67’ | Marcatori | 16’ Antonini 30’ Grolli |

| Arbitro: | Cardinali (Milano) |

|                            |           |              |
| Procura 42’ G. Bianchi 81’ | Marcatori | 35’ Galluzzi |

| Arbitro: | Mazzarini (Roma) |

|                         |           |          |
| Battioni 2’, 35’ (rig.) | Marcatori | 4’ Landi |

| Arbitro: | Scorzoni (Bologna) |

|                               |           |             |
| Busin 76’ (rig.) Sabadini 78’ | Marcatori | 11’ Mornese |

| Verona 15 marzo 1936 25ª giornata | Verona             | 0 – 0 referto | Pro Vercelli | Marcantonio Bentegodi\| Arbitro: \| Carminati (Milano) \| |
| Arbitro:                          | Carminati (Milano) |               |              |                                                           |

| Arbitro: | Gardenghi (Brescia) |

|           |           |  |
| Guidi 32’ | Marcatori |  |

| Arbitro: | Mastellari (Bologna) |

|                      |           |  |
| A. Arcari 16’ (aut.) | Marcatori |  |

| Arbitro: | Levrero (Genova) |

|                             |           |  |
| Viani 16’, 44’ Andreoli 43’ | Marcatori |  |

| Arbitro: | Casati (Como) |

|                             |           |                      |
| Bellini 9’ Mazzoni 20’, 31’ | Marcatori | 65’ (rig.) Zamperini |

| Arbitro: | Conticini (Firenze) |

|                    |           |  |
| G. Bianchi 5’, 76’ | Marcatori |  |

| Arbitro: | Garzena (Voghera) |

|                                              |           |  |
| C. Bianchi 8’, 67’ G. Bianchi 43’ Grolli 46’ | Marcatori |  |

| Ferrara 10 maggio 1936 32ª giornata | SPAL         | 0 – 2 referto | Verona | Campo del Littorio di Via Piave\| Arbitro: \| Mauri (Como) \| |
| Arbitro:                            | Mauri (Como) |               |        |                                                               |

| Arbitro: | Corradini (Bologna) |

|             |           |           |
| Begnini 11’ | Marcatori | 35’ Colli |

| Arbitro: | Mazza (Torre del Greco) |

|                                        |           |               |
| Baccarini 15’, 84’ Dusi 43’ Fenini 53’ | Marcatori | 8’ G. Bianchi |

### Coppa Italia
| 24 novembre 1935 Terzo turno | Fano | 2 – 1 referto | Verona |  |

## Statistiche

### Statistiche di squadra
| Competizione | Punti | In casa | In casa | In casa | In casa | In casa | In casa | In trasferta | In trasferta | In trasferta | In trasferta | In trasferta | In trasferta | Totale | Totale | Totale | Totale | Totale | Totale | DR |
| Competizione | Punti | G       | V       | N       | P       | Gf      | Gs      | G            | V            | N            | P            | Gf           | Gs           | G      | V      | N      | P      | Gf     | Gs     | DR |
| ------------ | ----- | ------- | ------- | ------- | ------- | ------- | ------- | ------------ | ------------ | ------------ | ------------ | ------------ | ------------ | ------ | ------ | ------ | ------ | ------ | ------ | -- |
| Serie B      | 48    | 17      | 11      | 6       | 0       | 32      | 8       | 17           | 3            | 3            | 11           | 16           | 37           | 34     | 14     | 9      | 11     | 48     | 45     | +3 |
| Coppa Italia | -     | 0       | 0       | 0       | 0       | 0       | 0       | 1            | 0            | 0            | 1            | 1            | 2            | 1      | 0      | 0      | 1      | 1      | 2      | -1 |
| Totale       | 48    | 17      | 11      | 6       | 0       | 32      | 8       | 18           | 3            | 3            | 12           | 17           | 39           | 35     | 14     | 9      | 12     | 49     | 47     | +2 |

### Statistiche dei giocatori
| Giocatore    | Serie B  | Serie B | Coppa Italia | Coppa Italia | Totale   | Totale |
| Giocatore    | Presenze | Reti    | Presenze     | Reti         | Presenze | Reti   |
| ------------ | -------- | ------- | ------------ | ------------ | -------- | ------ |
| G. Antonini  | 27       | 3       | -            | -            | 27       | 3      |
| L. Begnini   | 26       | 9       | 1            | 0            | 27       | 9      |
| L. Bernardi  | 26       | 1       | 1            | 0            | 27       | 1      |
| C. Bianchi   | 8        | 0       | -            | -            | 8        | 0      |
| G. Bianchi   | 21       | 7       | -            | -            | 21       | 7      |
| A. Busin     | 33       | 4       | 1            | 0            | 34       | 4      |
| R. Buzzi     | -        | -       | 1            | 0            | 1        | 0      |
| G. Faccioli  | 1        | 0       | -            | -            | 1        | 0      |
| A. Faggiotto | 14       | 0       | -            | -            | 14       | 0      |
| G. Ferrarese | 30       | -39     | 1            | -2           | 31       | -41    |
| P. Goretta   | 32       | 1       | 1            | 0            | 33       | 1      |
| E. Grolli    | 32       | 5       | 1            | 0            | 33       | 5      |
| F. Landi     | 29       | 6       | 1            | 0            | 30       | 6      |
| E. Micheloni | 4        | -6      | -            | -            | 4        | -6     |
| L. Procura   | 27       | 1       | 1            | 0            | 28       | 1      |
| I. Raguzzi   | 6        | 0       | 1            | 0            | 7        | 0      |
| L. Remondini | 15       | 3       | 1            | 0            | 16       | 3      |
| C. Sabadini  | 25       | 3       | -            | -            | 25       | 3      |
| E. Zamperini | 17       | 0       | -            | -            | 17       | 0      |
| A. Zanettin  | 1        | 0       | -            | -            | 1        | 0      |